# Hạm đội tàu sân bay thứ năm (Đế quốc Nhật)
Hạm đội tàu sân bay thứ năm (第五航空戦隊 (Đệ ngũ Hàng không Chiến đội) Dai-Go Kōkū-Sentai, có thể dịch là Hàng không chiến đội 5) là một đơn vị tàu sân bay thuộc Hạm đội Hàng không thứ nhất của Hải quân Đế quốc Nhật Bản. Đơn vị này bao gồm hai tàu sân bay Shōkaku và Zuikaku. Chiến đội năm cùng với bốn tàu sân bay còn lại của Kido Butai đã tham gia Cuộc tấn công Trân Châu Cảng. Khi hạm đội đang rút về từ vùng chiến dịch Chiến đội 5 đóng vai trò canh chừng tàu ngầm cho hạm đội.
Chiến đội còn tham gia cuộc không kích vào Ấn Độ Dương và trận biển San hô giúp đánh chìm ba tàu chiến của Anh rồi đánh chìm tàu sân bay USS Lexington của Mỹ. Do thiệt hại cho chiếc Shōkaku và phi đội của Zuikaku, Chiến đội năm đã bỏ qua trận Midway. Thất bại tại Midway buộc Hải quân Nhật phải chỉ định lại tàu sân bay của Chiến đội 5 cùng với tàu sân bay hạng nhẹ Zuihō sang Chiến đội 1 dẫn đến việc giải thể Chiến đội 5.

## Số phận
Sau khi Chiến đội 5 bị giải thể, Shōkaku và Zuikaku tiếp tục chiến đấu đến những năm cuối cuộc chiến nhưng cả hai đều không sống sót sau chiến tranh. Shōkaku bị tàu ngầm Mỹ USS Cavalla (SS-244) đánh chìm trong Trận chiến biển Philippines. Vụ nổ do nhiên liệu máy bay(avgas) đã đẩy nhanh quá trình chìm, và nó đã dìm theo hơn 1.000 thủy thủ xuống cùng. Zuikaku tiếp tục tham gia Trận chiến vịnh Leyte với vai trò là kỳ hạm của Hải quân Đế quốc Nhật Bản với Đô đốc Jisaburo Ozawa trên tàu. Nó bị máy bay tàu sân bay Mỹ tấn công và đánh chìm, mang theo 800 người cùng với tàu sân bay hạng nhẹ Zuihō. Ozawa sống sót và chuyển vị trí chỉ huy sang tàu tuần dương hạng nhẹ Oyodo. Đến giai đoạn đó của cuộc chiến, giới hạn về xăng và phi công buộc Hải quân Nhật phải sử dụng các tàu sân bay còn lại của làm mồi nhử.

## Cơ cấu tổ chức
| Ngày                               | Tàu                                                                 |
| ---------------------------------- | ------------------------------------------------------------------- |
| Ngày 25 tháng 8 năm 1941 (ban đầu) | Shōkaku, Oboro, Sazanami                                            |
| Ngày 5 tháng 9 năm 1941            | Shōkaku, Kasuga Maru, Oboro, Sazanami                               |
| Ngày 17 tháng 9 năm 1941           | Shōkaku, Kasuga Maru, Oboro, Akigumo                                |
| Ngày 25 tháng 9 năm 1941           | Shōkaku, Zuikaku, Oboro, Akigumo                                    |
| Ngày 10 tháng 4 năm 1942           | Shōkaku, Zuikaku                                                    |
| Ngày 20 tháng 6 năm 1942           | Shōkaku, Zuikaku, Zuihō                                             |
| Ngày 14 tháng 7 năm 1942           | Giải thể, tất cả các tàu đã được chuyển đến Hàng không chiến đội 1. |